# Shpenadia
Shpenadia (albanisch auch Shpenadi oder Shpinadi/-a, serbisch Шпинадија Špinadija) ist ein Dorf im Kosovo, das zur Gemeinde Prizren gehört.

## Geographie
Shpenadia liegt in einer Ebene nördlich von Prizren, etwa sechs Kilometer von der Stadt entfernt. Nachbardörfer sind im Westen Velezha, im Norden Caparca und im Osten Lutogllava sowie Korisha.

## Geschichte
Nach der Eroberung Kosovos durch das Königreich Serbien während des Ersten Balkankrieges 1912 richtete die serbische Regierung eine Militärverwaltung vor Ort ein, wobei Shpenadia Teil der neu geschaffenen Gemeinde Novak wurde.

## Bevölkerung
Die 2011 durchgeführte Volkszählung ergab für Shpenadia eine Einwohnerzahl von 1168, wovon sich 1089 (93,24 %) als Albaner und 78 (6,68 %) als Aschkali und Balkan-Ägypter bezeichneten.

### Religion
Die vorherrschende Religion ist der Katholizismus, jedoch leben auch Muslime in Shpenadia: 2011 gaben 1038 Personen (88,87 %) an, katholisch zu sein, und 129 Personen (11,04 %) gaben an, Muslime zu sein.

### Entwicklung
| Census    | 1919 | 1948 | 1953 | 1961 | 1971 | 1981 | 1991 | 2011 |
| --------- | ---- | ---- | ---- | ---- | ---- | ---- | ---- | ---- |
| Einwohner | 145  | 391  | 343  | 423  | 584  | 764  | 866  | 1168 |

1919 lebten in Shpenadia 145 Einwohner aus 16 albanischen Familien, von denen zwölf mit insgesamt 108 Personen katholisch und vier mit zusammen 37 Personen muslimisch waren.
Vom Ortsvorsteher wurde 2003/2004 eine Einwohnerzahl von etwa 1300 genannt, die sich auf 104 albanische und sechs kosovo-ägyptische Familien verteilen.

## Wirtschaft
Im Dorf gibt es eine Bäckerei, Friseure, Internetcafés, Playland, einen Arzt, einen Getränkehandel und kleinere Lebensmittelläden.

## Persönlichkeiten
- Pal Shtufi, Pädagoge, früher Dissident und politisch Inhaftierter
- Krist Shtufi (* 1974), Philosoph